# Arachniodes ziyunshanensis
Arachniodes ziyunshanensis är en träjonväxtart som beskrevs av Y.T.Xie. Arachniodes ziyunshanensis ingår i släktet Arachniodes och familjen Dryopteridaceae. Inga underarter finns listade.